# Myrsine magnoliifolia
Myrsine magnoliifolia là một loài thực vật có hoa trong họ Anh thảo. Loài này được (Urb. & Ekman) Alain mô tả khoa học đầu tiên năm 1971.